# Juniata (Nebraska)
Juniata je selo u američkoj saveznoj državi Nebraska. Prema popisu stanovništva iz 2010. u njemu je živjelo 755 stanovnika.